# Porter Troupe
Porter Sylvanus Troupe (ur. 25 marca 1983 w Nowym Jorku) – amerykański koszykarz, występujący na pozycji rzucającego obrońcy, obecnie zawodnik litewskiego Panevezys Lietkabelis.
27 lipca 2016 został zawodnikiem BM Slam Stali Ostrów Wielkopolski. 1 marca 2017 rozwiązał umowę z klubem za porozumieniem stron. 12 marca podpisał umowę z litewskim Panevezys Lietkabelis.

## Osiągnięcia
Stan na 3 marca 2017, na podstawie, o ile nie zaznaczono inaczej.
Drużynowe
- Wicemistrz Cypru (2013)
- Brązowy medalista mistrzostw Rumunii (2015)
- Zdobywca Pucharu Rumunii (2014)
- Finalista Superpucharu Rumunii (2014/2015)
- Brąz EuroChallenge (2015)
- Uczestnik rozgrywek FIBA Europe Cup (2016)

Indywidualne
- Uczestnik meczu gwiazd:
  - IBL (2007–2010)
  - ligi rumuńskiej (2012)
- Zaliczony do:
  - I składu IBL (2007)
  - II składu IBL All-Western-Conference (2008)
  - składu:
    - najlepszych obcokrajowców ligi cypryjskiej  (2013 przez Eurobasket.com)
    - Honorable Mention:
      - ligi rumuńskiej (2009, 2012 przez Eurobasket.com )
      - IBL (2010 przez USBasket.com)

  - III składu ligi rumuńskiej (2015 przez Eurobasket.com)